# Nicoletta Massone
Nicoletta Massone (Montréal) est une costumière canadienne. 

## Biographie
Nicoletta Massone commence sa carrière à Radio-Canada sur les séries, entre autres, Bobino (où elle conçoit le costume du personnage éponyme), La Boîte à Surprise et Radisson.
En 1994, elle remporte le prix Emmy Award pour les costumes de la série Zelda.  Elle est deux fois récipiendaire d'un prix Génie pour les meilleurs costumes, soit en 1995 pour Margaret's Museum, et en 2011 pour Barney's version. Elle remporte également un Prix Gemini en 1999 pour la série Big Bear.
En 2012, elle est honorée pour l'ensemble de sa carrière lors de la cérémonie des Prix Gémeaux
Elle est la grand-mère maternelle de l’humoriste Julien Lacroix (humoriste).

## Filmographie
- Upside down (2012)
- La Vallée des larmes (2012)
- Barney's version (2010)
- Margaret's Museum (1995)